# Gene Sarazen
Gene Sarazen, nato Eugenio Saraceni (Harrison, 27 febbraio 1902 – Naples, 3 maggio 1999), è stato un golfista statunitense di origini italiane, uno tra gli unici sei giocatori ad aver vinto tutti i major.